# Riddick Moss
 (juillet 2021).
Pour les articles homonymes, voir Moss.
Michael Rallis (né le 11 octobre 1989 à Edina, Minnesota) est un catcheur et manageur américain. Il est connu pour son travail à la World Wrestling Entertainment, sous le nom de Madcap Moss.

## Jeunesse
Michael Rallis obtient une bourse sportive de l'université du Minnesota pour jouer dans l'équipe de football américain des Golden Gophers du Minnesota entre 2008 et 2012. Il évolue au poste de linebacker et devient un des leader de la défense des Gophers,. Après avoir obtenu son diplôme universitaire, il a participé à un camp d'entraînement des Dolphins de Miami, mais n'a pas signé de contrat.

## Carrière de catcheur

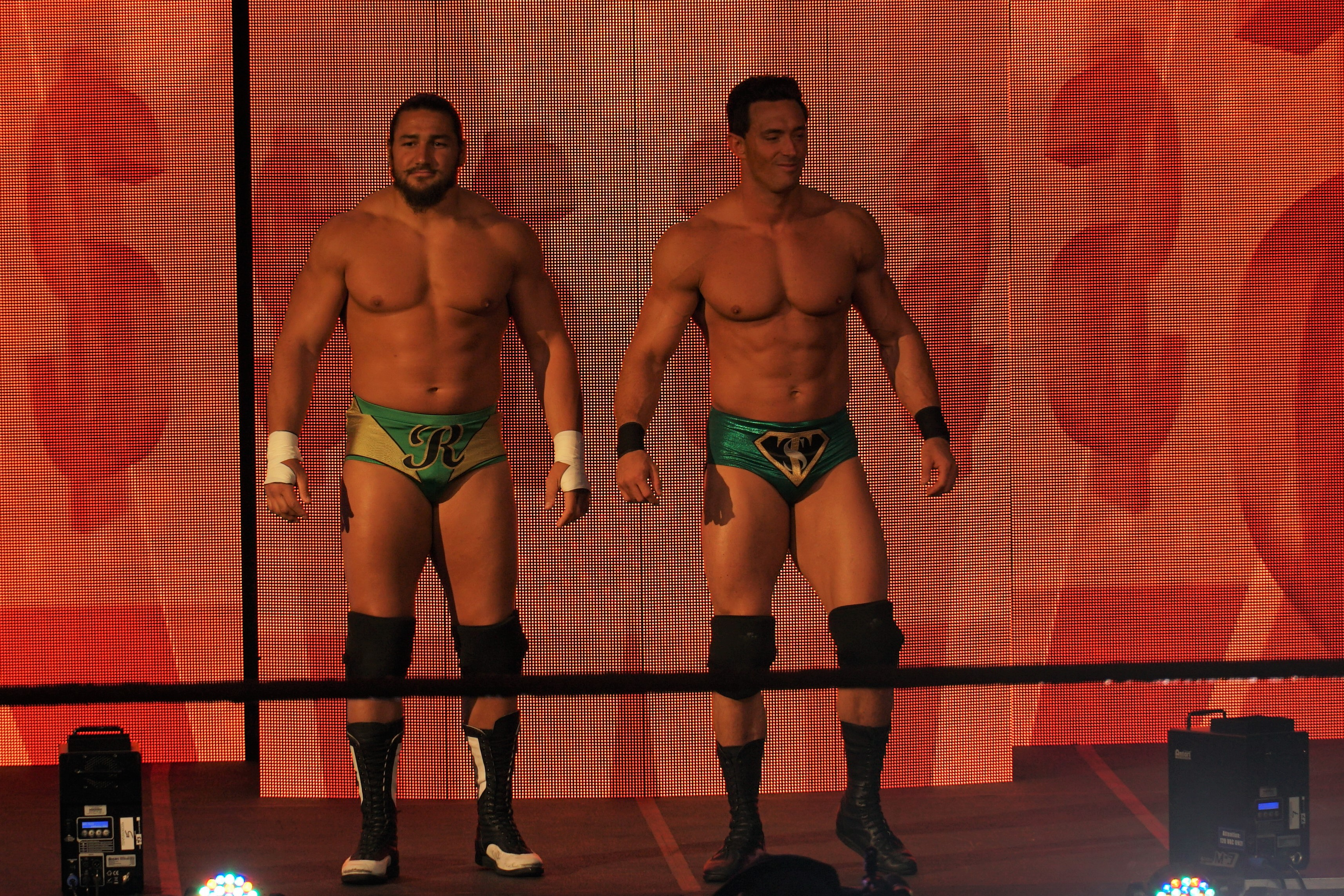
Riddick Moss (gauche) et Tino Sabbatelli (droite) entrant à l'arena du WWE Axxess, avril 2018.

### World Wrestling Entertainment(2013–...)

#### Entraînement et passage àNXT(2013-2019)
En octobre 2013, Michael Rallis effectue une première séance de d'entraînement au WWE Performance Center puis une seconde en décembre grâce à la recommandation de Jim Ross,. La World Wrestling Entertainment (WWE) l'engage courant 2014 et l'envoie au WWE Performance Center apprendre le catch.
Il a fait ses débuts le 18 décembre lors d'un live-event de NXT à Tampa sous le nom de Digg Rawlis. Il change de nom de ring début 2015 pour celui de Mike Rawlis. Il a fait ses débuts à la télévision le 27 mai 2015 où il fait équipe avec Elias Samson et ensemble ils perdent face à Wesley Blake et Buddy Murphy. En août 2015, il adopte le nom Riddick Moss, un hommage au joueur de football américain Randy Moss.
En mai 2018, il s'est déchiré le tendon d'Achille et il lui faudra plusieurs mois pour récupérer. Il fera son retour de blessure lors d'un live-event le 30 novembre 2018, perdant contre Matt Riddle après une apparition surprise.

#### Débuts àRawet champion 24/7 de la WWE (2020)
Le 27 janvier 2020  à Raw, il fait ses débuts en accompagnant Mojo Rawley, qui conserve son titre 24/7 de la WWE en battant No Way Jose. Après le combat, R-Truth ravive le titre à son équipier avec un tombé, mais il l'aide à le récupérer par tombé quelques secondes plus tard. Le 10 février à Raw, Mojo Rawley et lui perdent face aux Street Profits[réf. nécessaire]. Après le match, il se retourne contre son ex-partenaire et devient champion 24/7 de la WWE en faisant le tombé sur ce dernier. Le 23 mars à Raw, il perd son titre face à R-Truth, qui effectue le tombé sur lui pendant son jogging, avant de prendre la fuite en voiture[réf. nécessaire].

#### Draft àSmackDown, alliance et rivalité avec Happy Corbin (2021-...)
Le 1er octobre 2021 à SmackDown, il fait ses débuts en aidant Happy Corbin à battre Kevin Owens, formant une alliance avec le premier. Dans la même soirée, il est annoncé être officiellement transféré au show bleu par Sonya Deville.
Le 29 janvier au Royal Rumble, il entre dans le Royal Rumble masculin en 19e position, élimine AJ Styles, avant d'être lui-même éliminé par Drew McIntyre. Le 19 février à Elimination Chamber, il perd face à Drew McIntyre dans un Falls Count Anywhere Match. 
Le 1er avril à WrestleMania SmackDown, il remporte la Andre the Giant Memorial Battle Royal en éliminant Finn Bálor en dernière position. La semaine suivante à SmackDown, il effectue un Face Turn, car Happy Corbin met fin à leur alliance en l'attaquant dans le dos. Le 8 mai à WrestleMania Backlash, il bat son ancien allié. Le 5 juin à Hell in a Cell, il bat son même adversaire dans un No Holds Barred Match.
Le 2 juillet à Money in the Bank, il ne remporte pas la mallette, gagnée par Theory. Le 3 septembre lors du pré-show à Clash at the Castle, les Street Profits et lui battent Alpha Academy (Chad Gable et Otis) et Austin Theory dans un 6-Man Tag Team Match.

## Palmarès
- World Wrestling Entertainment
  - 1 fois champion 24/7 de la WWE
  - André the Giant Memorial Trophy (2022)

## Récompenses des magazines
- Pro Wrestling Illustrated

| Année | 2017 | 2018 à 2019 | 2020 | 2021       | 2022 |
| ----- | ---- | ----------- | ---- | ---------- | ---- |
| Rang  | 412  | Non classé  | 373  | Non classé | 244  |

## Vie privée
Il est actuellement en couple avec l'ancienne catcheuse australienne de la WWE, Tenille Dashwood.